# (2818) Juvenalis
(2818) Juvenalis (2580 P-L) – planetoida z pasa głównego asteroid okrążająca Słońce w ciągu 3,67 lat w średniej odległości 2,38 j.a. Odkryta 24 września 1960 roku.